# Лобко, Виктор Николаевич
Виктор Николаевич Лобко (род. 6 мая 1945, Минская область) — советский комсомольский и партийный деятель, российский госслужащий. Известен своим вкладом в общественно-политическую деятельность. Является почётным президентом Петербургского государственного университета путей сообщения императора Александра I.

## Биография
Виктор Николаевич Лобко родился 6 мая 1945 года в селе Клепочи Несвижского района Минской области Белорусской ССР в семье железнодорожника.
В 1967 году окончил строительный факультет Ленинградского института инженеров железнодорожного транспорта (ныне Петербургский государственный университет путей сообщения Императора Александра I.).
В 1967–1968 годах работал инженером в проектно-исследовательском институте «Лендипротранс». С 1968 по 1969 год занимал должность мастера строительного треста «Севзапдорстрой» Ленинградской области.
С 1969 по 1973 год — возглавлял отдел Гатчинского районного комитета ВЛКСМ, затем последовательно занимал посты второго и первого секретаря Гатчинского городского комитета ВЛКСМ.
С 1973 по 1978 год — работал секретарём, вторым секретарём, а затем первым секретарём Ленинградского областного комитета ВЛКСМ. В период с 1974 по 1986 годы являлся депутатом Гатчинского районного Совета народных депутатов.
В 1979—1983 годах — занимал должность первого секретаря Кронштадского районного комитета КПСС Ленинградской области. В 1981 году окончил Академию общественных наук (АОН) при ЦК КПСС по специальности «партийное и советское строительство». В 1982 году был избран депутатом Ленинградского городского Совета народных депутатов.
С 1983 по 1986 год — работал заведующим отделом, а затем секретарем Ленинградского областного комитета КПСС.
С 1 февраля 1986 по 24 августа 1988 года — являлся вторым секретарем ЦК компартии Узбекистана. С 1986 по 1990 год — был депутатом Верховного Совета Узбекской ССР.
В период с 1988 по 1990 год работал в ЦК КПСС — инспектор отдела ЦК, затем — завсектором и заместитель заведующего отделом партийного строительства и кадровой работы ЦК. Занимался вопросами «горячих точек». В 1989 году как представитель ЦК КПСС находился в Тбилиси, участвовал в принятии решения о разгоне демонстрации 9 апреля 1989 силами армии («разгон сапёрными лопатками»), в ходе которого были погибшие и раненные.
С 1990 по 1998 год — заместитель начальника Октябрьской железной дороги по кадрам и социальным вопросам.
С 1998 по 2003 год — первый заместитель руководителя канцелярии администрации Санкт-Петербурга (в администрации губернатора Владимира Яковлева, затем. и. о. губернатора Александра Беглова).
В 2003 году назначен вице-губернатором — руководителем администрации губернатора (Валентины Матвиенко).
В 2009 году ушёл в отставку в связи с выходом на пенсию.
С ноября 2009 года — президент ПГУПС (ЛИИЖТ).

## Награды
- Орден «За заслуги перед Отечеством» IV степени;
- Орден «Трудового Красного знамени»;
- Почетный знак «За заслуги перед Санкт-Петербургом»;
- Знак «Почётный железнодорожник».

Имеет поощрительные грамоты и благодарности от Президента РФ. Является Почётным гражданином г. Кронштадта и г. Пушкина.